# Susacón (ort)
Susacón är en ort i Colombia.   Den ligger i departementet Boyacá, i den centrala delen av landet, 240 km nordost om huvudstaden Bogotá. Susacón ligger 2 485 meter över havet och antalet invånare är 1 207.
Terrängen runt Susacón är huvudsakligen bergig, men den allra närmaste omgivningen är kuperad. Terrängen runt Susacón sluttar österut. Runt Susacón är det ganska tätbefolkat, med 52 invånare per kvadratkilometer. Närmaste större samhälle är Soatá, 11,6 km norr om Susacón. Trakten runt Susacón består i huvudsak av gräsmarker.